# Кудрявцево (Кольчугинский район)
Кудрявцево — деревня в Кольчугинском районе Владимирской области России, входит в состав Раздольевского сельского поселения.

## География
Деревня расположена в 10 км на юг от центра поселения посёлка Раздолье и в 15 км на юго-восток от райцентра города Кольчугино.

## История
По патриаршим окладным книгам церковь в селе Кудрявцеве (Осташково) в поместье Коробовых появилась в 1656 году. К 1721 году церковь обветшала, и местные вотчинники Никита Коробов и Максим Чагин решили построить новую, но за их смертью постройка задержалась, и церковь была освящена по просьбе новых вотчинников, князя Туркестанова и вдовы Коробовой, в 1732 году также во имя Николая Чудотворца. В 1816 году она сгорела, и местный вотчинник Павел Александрович Самсонов в 1817 году начал строить каменный храм, но умер, постройка надолго задержалась и закончена была только в 1849 году. В 1871 году построена колокольня. Престолов в храме три: главный в честь Успения Пресвятой Богородицы (освящён в 1849 году), в приделах во имя Святителя Николая Чудотворца (освящён в 1841 году) и во имя Святых апостолов Петра и Павла (освящён в 1847 году).
В XVI—XVIII веках село относилось к стану Большой Рог Владимирского уезда Замосковного края Московского царства.
В конце XIX — начале XX века село входило в состав Завалинской волости Покровского уезда Владимирской губернии, с 1924 года — в Кольчугинской волости Александровского уезда. 
С 1929 года и вплоть до 2005 года деревня Кудрявцево входила в состав Завалинского сельсовета в составе Кольчугинского района.

## Население
| 1859 | 1905 |
| ---- | ---- |
| 167  | 188  |

| 1859 | 1905 | 1926 | 2002 | 2010 | 2021 |
| ---- | ---- | ---- | ---- | ---- | ---- |
| 167  | ↗188 | ↗259 | ↘2   | ↗9   | →9   |

## Достопримечательности
В селе находится недействующая Церковь Успения Пресвятой Богородицы (1817-1849).